# Seth Jones
Jared Seth Jones (Arlington, 3 ottobre 1994) è un hockeista su ghiaccio statunitense.

## Palmarès

### Mondiali
- 1 medaglia:
  - 1 bronzo (Repubblica Ceca 2015)